# Víctor Pecci
Víctor Pecci Sr., född 15 oktober 1955, Asunción, Paraguay, högerhänt professionell tennisspelare. Víctor Pecci är den hittills framgångsrikaste tennisspelaren från Paraguay. Som spelare på ATP-touren rankades han i singel som bäst nummer 9 (april 1980) och i dubbel nummer 31 (januari 1984).

## Tenniskarriären
Under perioden 1976-85 vann Pecci 10 singel- och 11 dubbeltitlar. Han spelade en Grand Slam (GS)-final i singel och nådde dessutom en semifinal. Peccis spel kännetecknades främst av en mycket hård serve, som han ofta följde upp till nätet för att avgöra med volley. Han vann i prispengar 994,408 US-dollar.
Pecci hade sin bästa säsong 1979 då han vann 3 singeltitlar och nådde dessutom i maj månad finalen i GS-turneringen Franska öppna. Han mötte där Björn Borg som vann över 4 set med siffrorna 6-3, 6-1, 6-7, 6-4. Han spelade ytterligare 3 singelfinaler och en dubbelfinal under säsongen. Hans goda form fortsatte även under säsongen 1980, då han nådde sin högsta ranking i singel. År 1981 nådde han semifinalen i Franska öppna som han också förlorade mot Borg. Samma säsong besegrade han dock Borg i grusturneringen i Monte Carlo (6-0 4-6 7-5).   
Pecci deltog i det paraguayanska Davis Cup-laget 1982-90. Han spelade totalt 45 matcher av vilka han vann 28. År 1984 spelade laget kvartsfinal i Båstad mot ett lag från Sverige. Pecci förlorade sin singelmatch mot Henrik Sundström (3-6 4-6 6-2 4-6). Däremot vann Pecci/Francisco Gonzalez dubbelmatchen mot det svenska paret Stefan Edberg/Anders Järryd (6-2 8-6 4-6 6-1). Sverige vann mötet med 4-1 i matcher och senare samma år också Cup-titeln.

## ATP-titlar
- Singel 
  - 1983 - Viña del Mar
  - 1981 - Bournemouth, Viña del Mar
  - 1980 - Santiago
  - 1979 - Bogotá, Nice, Quito
  - 1978 - Bogotá
  - 1976 - Berlin, Madrid
- Dubbel
  - 1985 - Washington
  - 1983 - Florens, Rom, Venedig
  - 1981 - Bournemouth
  - 1978 - Louisville, Santiago, Milano, Rom, Wien
  - 1976 - São Paulo.